# Bad Sulz

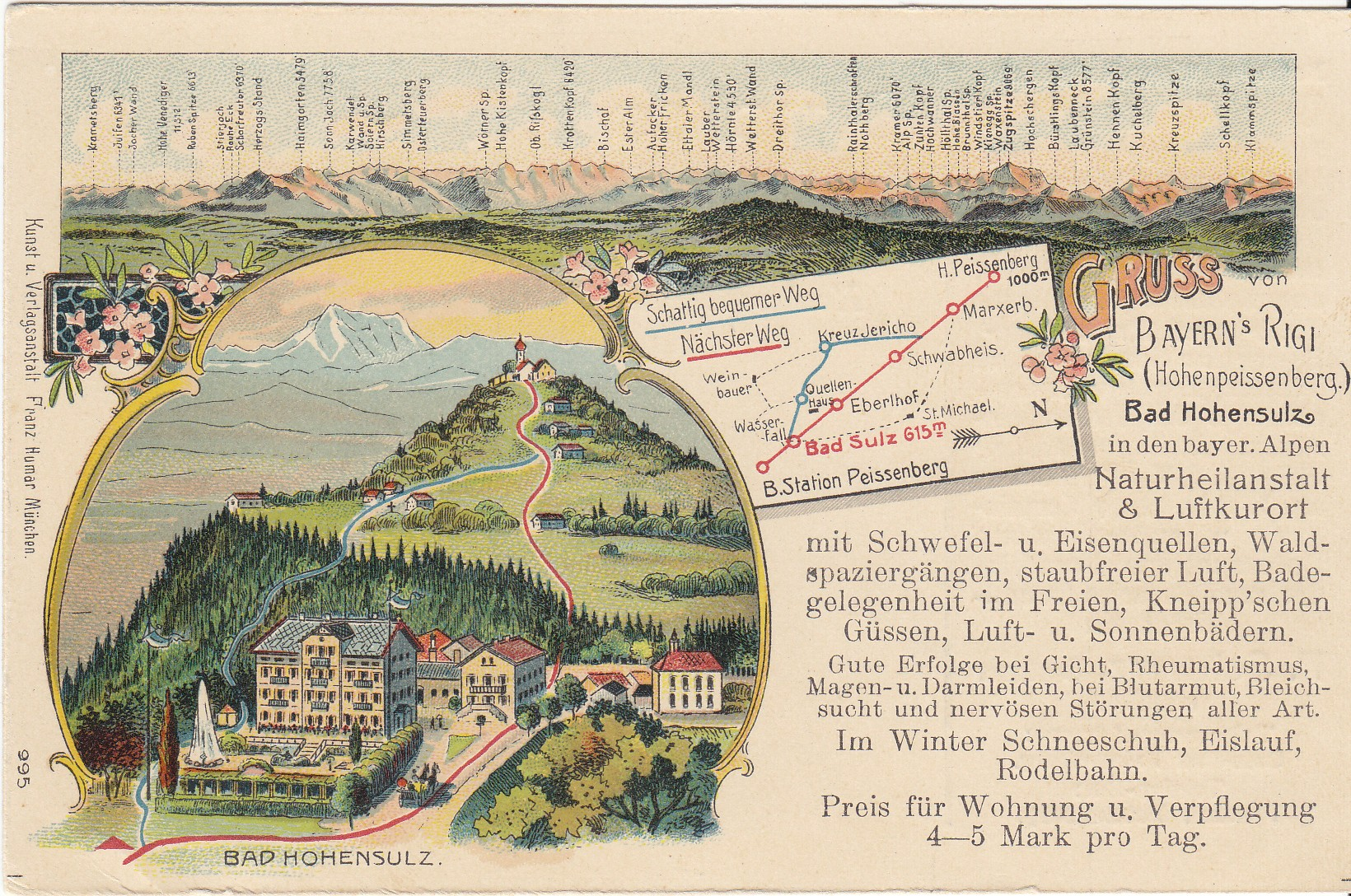
Ansichtskarte von Bad Sulz um etwa 1900

Das ehemalige Bad Sulz (auch Bad Hohensulz genannt) liegt auf dem Gebiet des heutigen Peißenberg und war einst eine Heilquelle mit einem Kurbetrieb.

## Geschichte
Die Quelle war bis zur Säkularisation 1803 im Besitz der Augustiner-Chorherren in Polling. In der Folge gab es mehrere Besitzerwechsel, bis 1886 der Ingenieur Friedrich Schwarz die Anlage übernahm. 
1875 wurde eine Werksbahn von Unterpeißenberg zum Bergwerk Peißenberg in Betrieb genommen, deren Endbahnhof Sulz sich direkt südlich des Ortes Bad Sulz befand. 1879 nahmen die Königlich Bayerischen Staatseisenbahnen den Personenverkehr auf der bisherigen Werksbahn auf und benannten den Bahnhof Sulz 1880 in Peißenberg um. Der Bahnanschluss führte für Bad Sulz zu einem Aufschwung und zu steigenden Gästezahlen im Kurhotel Bad Hohensulz. Allein in der Sommersaison 1882 kamen 350 Kurgäste nach Bad Sulz.
Am 22. Oktober 1889 erhielt Friedrich Schwarz eine Projektierungskonzession für eine Zahnradbahn zum Hohen Peißenberg hinauf, in der „Münchner Stadt-Zeitung“ Nr. 58 von 1890 erschien ein detaillierter Artikel hierüber. Die Realisierung kam aber nicht über das Planungsstadium hinaus.
Die Quelle versiegte während der 1930er und 1940er Jahre allmählich, vermutlich aufgrund des Bergbaues in Peißenberg. 1935 wurde der Kurbetrieb mangels Rentabilität eingestellt. Heute wird dieser Ortsteil von Peißenberg nur noch Sulz genannt. Das Kurhotel gehörte lange Zeit zu der Peißenberger Brauerei und wurde inzwischen abgerissen.

## Bekannte Kurgäste
Es waren verschiedene Adlige zum Beispiel des Hauses Wittelsbach dort. Einmal war eine russische Zarin da. Auch die spätere Kaiserin Elisabeth von Österreich-Ungarn (Sisi), die aus dem relativ nahegelegenen Ort Possenhofen stammte, war dort. Der bekannte Biedermeiermaler Carl Spitzweg fasste dort bei einem Kuraufenthalt 1833 den Entschluss, Maler zu werden.

### Weitere bekannte Kurgäste
- König Ludwig I. von Bayern (1786–1868)[9]
- König Maximilian II. von Bayern (1811–1864)[9]
- Franz Xaver Gabelsberger (1789–1849), Kurzschrifterfinder[9]